# Velyka Lepetykha
Velyka Lepetykha (en ukrainien : Вели́ка Лепети́ха, en russe : Вели́кая Лепети́ха, Velikaïa Lepetikha) est une commune urbaine de l'oblast de Kherson, en Ukraine, et le centre administratif du raïon de Velyka Lepetykha.

## Population
Sa population s'élève à 7 830 habitants en 2021. Sa population s'élevait à 8 315 habitants en 2016[réf. nécessaire].